# Diocese de Indore
A Diocese de Indore (Latim:Dioecesis Indorensis) é uma diocese localizada no município de Indore, no estado de Madia Pradexe, pertencente a Arquidiocese de Bhopal na Índia. Foi fundada em 3 de março de 1931 pelo Papa Pio XI como missão sui juris, sendo elevada a diocese em 1952. Com uma população católica de 16.986 habitantes, sendo 0,2% da população total, possui 25 paróquias com dados de 2018.

## História
Em 3 de março de 1931 o Papa Pio XI cria a Missão sui juris de Indore através dos territórios da Diocese de Ajmer, Diocese de Allahabad e da Diocese de Nagpur. Em 1935 a missão sui juris é elevo a Prefeitura Apostólica de Indore. Em 1952 é novamente elevada, dessa vez para Diocese de Indore. Em 1963 a diocese perde território juntamente com a Diocese de Ajmer e Jaipur e a Diocese de Jabalpur para a formação da Arquidiocese de Bhopal. Em 1968 perde território para a formação do Exarcado Apostólico de Ujjain. Em 1977 perde território para a formaão da Diocese de Khandwa. Por fim em 2002 é formada a Diocese de Jhabua através do território da Diocese de Indore e da Diocese de Udaipur.

## Lista de bispos
A seguir uma lista de bispos desde a criação da missão sui juris em 1931, em 1952 é elevada a diocese.
|                       | Nome                          | Período     | Notas                        |
| Bispos                | Bispos                        | Bispos      | Bispos                       |
| --------------------- | ----------------------------- | ----------- | ---------------------------- |
| 4º                    | Thomas Mathew Kuttimackal     | 2024-       | Atual                        |
| 3º                    | Chacko Thottumarickal, S.V.D. | 2008 - 2024 | Bispo emérito                |
| 2º                    | George Marian Anathil, S.V.D. | 1972 - 2008 |                              |
| 1º                    | Frans Simons, S.V.D.          | 1952 - 1971 |                              |
| Prefeitos apostólicos |                               |             |                              |
| 2º                    | Hermann Westermann, S.V.D.    | 1948 - 1951 | Nomeado bispo de Sambalpur   |
| 1º                    | Peter Janser, S.V.D.          | 1935 - 1947 |                              |
| Eclesiástico superior |                               |             |                              |
| 1º                    | Peter Janser, S.V.D.          | 1931 - 1935 | Nomeado prefeito apostólico. |